# Cyclosorus appendiculatus
Cyclosorus appendiculatus là một loài thực vật có mạch trong họ Thelypteridaceae. Loài này được (C. Presl) K.H. Shing mô tả khoa học đầu tiên năm 1999.